# Crveni drijen
Crveni drijen (tvrdi drijen, drijenak, lat. Cornus mas) listopadni je grm ili nisko drvo, do 8 m visine, sa zaobljenom gustom krošnjom. Mlade su grančice zelenkastosmeđe i većinom fino dlakave. Listovi su ovalna oblika, s dugačko izvučenim vrhovima. Cvjetovi su žuti. Javljaju se rano, prije listanja, skupljeni u štitasti cvat, pravilni su i četvoročlani. Cvijeta u veljači i ožujku. Preferira tlo bogato kalcijem.

## Upotreba
Drenjine su plod drijenka duguljasta oblika. Mlade drenjine svijetlocrvene su boje i nisu ukusne za jelo, dok su zrele drenjine tamnocrvene boje i ljudima ukusne. Rastu u šumi i pripadaju jesenskim plodovima. U skupini obično raste po jedna ili dvije drenjine. Sadrže malu košticu. Drenjine se konzumiraju kao suho voće, za pravljenje pekmeza i soka. Mogu se i konzervirati kao masline. U Francuskoj i Italiji od drenjina rade vino, u Hrvatskoj se od njih pekla i rakija.

## Ljekovitost
Drijen ima i ljekovita svojstva: uvarak od lišća pomaže kod crijevnih bolesti, uvarak od suhih plodova rabi se kao sredstvo protiv groznice kod prehlade i za apetit. Drijen je poznat i kao sredstvo protiv dijabetesa.
Biološki aktivne komponente plodova normaliziraju krvni tlak, sprječavaju sklerozu, a osim toga plodovi se upotrebljavaju kao obnavljajuće, toničko, protuupalno sredstvo za bolesti gastrointestinalnog trakta.
Po sadržaju vitamina C plodovi drijena bolji su od limuna, oskoruša i ogrozda. Vjeruje se da plodovi drijena povećavaju apetit. Imaju antiskorbutno, antipiretičko i adstrigentno djelovanje. Drijenom se ljudi koriste i kao profilaktičkim sredstvom kod opasnosti od trovanja živom, olovom i drugih s obzirom na to da pektini sadržani u plodovima drijena vežu za se štetne tvari i tako pomažu njihovo izbacivanje iz organizma. Infuzija plodova rabi se protiv gastrointestinalnih poremećajā. Ima adstringentna i fitoncidna svojstva.

## Sorte
Postoji i veći broj kultiviranih odlika većih plodova (Jolico, Kazanlak, Slowianin, Podolski, Schoenbrunner Gourmet Dirndl, Schumener, Titus, Ispolinskij, Red star, Jantarnij) od kojih neke imaju i žute plodove (varijetet žutih plodova poznat je još od 17. stoljeća).
Već 1797. bilo je poznato 12 raznih varijeteta.

## Sastav
Plodovi sadrže oko 10 % šećera, 2 – 3,5 % voćnih kiselina i 50 mg/100 g vitamina C. Sadržaj je tanina oko 0 ,33 %, pektina oko 0.73 %, a karotina oko 1,65 mg%
- Crveni drijen – Cornus mas
- Cvijet u proljeće

## Vanjske poveznice
- PFAF Database – Cornus Mas

- Drijen -zaboravljeno voće ali i ekonomski resurs